# Dendropsophus brevifrons
Dendropsophus brevifrons är en groddjursart som först beskrevs av William Edward Duellman och Crump 1974.  Dendropsophus brevifrons ingår i släktet Dendropsophus och familjen lövgrodor. IUCN kategoriserar arten globalt som livskraftig. Inga underarter finns listade i Catalogue of Life.